# Хамад ибн Џабер ел Тани
Шеик Хамад ибн Џасим ибн Џабер ибн Мухамед ел Тани (арап. حمد بن جاسم بن جبر آل ثاني; 30. август 1959) је премијер Катара. На овој функцији се налази од 3. априла 2007. Претходно је, вршио функцију заменика премијера и министра иностраних послова.